# Турынгъя (приток Воръи)
Турынгъя (устар. Турын-Я) — река в Советском районе Ханты-Мансийского автономного округа. Исток находится с восточной стороны озера Сангитур, устье — в 124 км по левому берегу реки Воръя. Длина реки 16 км.

## Данные водного реестра
По данным государственного водного реестра России относится к Нижнеобскому бассейновому округу, водохозяйственный участок реки — Северная Сосьва, речной подбассейн реки — Северная Сосьва. Речной бассейн реки — (Нижняя) Обь от впадения Иртыша.
Код объекта в государственном водном реестре — 15020200112115300024536.